# ناشویل، شهرستان هنکوک، ایندیانا
ناشویل (به انگلیسی: Nashville) یک منطقهٔ مسکونی در ایالات متحده آمریکا است که در شهرستان هنکاک، ایندیانا واقع شده‌است. ناشویل ۲۸۵٫۹۱ متر بالاتر از سطح دریا واقع شده‌است.